# Beauty Boys
Pour plus de détails, voir Fiche technique et Distribution.
Beauty Boys est un court-métrage français réalisé par Florent Gouëlou. Il s'inscrit dans le registre de la comédie dramatique.

## Synopsis
Leo, 17 ans, vit dans un patelin à l'écart de tout. Avec ses amis, Ambre et Yaya, il s'épanouit par le maquillage, pratique la danse et s'intéresse de près à l'art des drags. S'il assume sa passion, Leo doit aussi affronter l'hostilité et l'incompréhension du village, notamment celle de son frère aîné Jules.
Une scène ouverte serait enfin l'occasion de faire bouger les mentalités : Ambre, Yaya et Leo comptent bien s'y produire en drags ! D'autant que la célèbre Cookie Kunty a promis de les soutenir...

## Fiche technique
Sauf indication contraire, les informations mentionnées dans cette section peuvent être confirmées par la base de données cinématographiques IMDb,  présente dans la section « Liens externes ».
- Titre original : Beauty Boys
- Réalisation et scénario : Florent Gouëlou
- Producteur délégué : Nelson Ghrénassia
- Ingénieur du son : Geoffrey Perrier
- Directeur de la photo : Vadim Alsayed
- Directrice de production : Elsa Boutault-Caradec
- Montage son : Geoffrey Perrier
- Décors : Joy Klasen
- Mixage : Matthieu Deniau
- Assistante à la réalisation : Claudia Lopez-Lucia
- Assistant opérateur : Victor Zyński
- Montage : Louis Richard
- Scripte : Louise Albon
- Costumes : Aurélien Di Rico
- Production déléguée : Yukunkun Productions
- Exportation / Vente internationale : L'Agence du court métrage
- Pays de production :  France
- Langue originale : français
- Format : couleur — 2,35:1
- Genre : Comédie dramatique
- Durée : 18 minutes
- Dates de sortie française :
  - Avant-première : 2020
  - VOD : 20 mai 2022 sur OCS

## Distribution
Sauf indication contraire, les informations mentionnées dans cette section peuvent être confirmées par la base de données cinématographiques IMDb,  présente dans la section « Liens externes ».
- Simon Royer : Leo
- Marvin Dubart : Jules
- Mathias Houngnikpo : Yaya
- Louise Malek : Ambre
- Hugues Delamarliere : François
- Romain Eck : Cookie Kunty

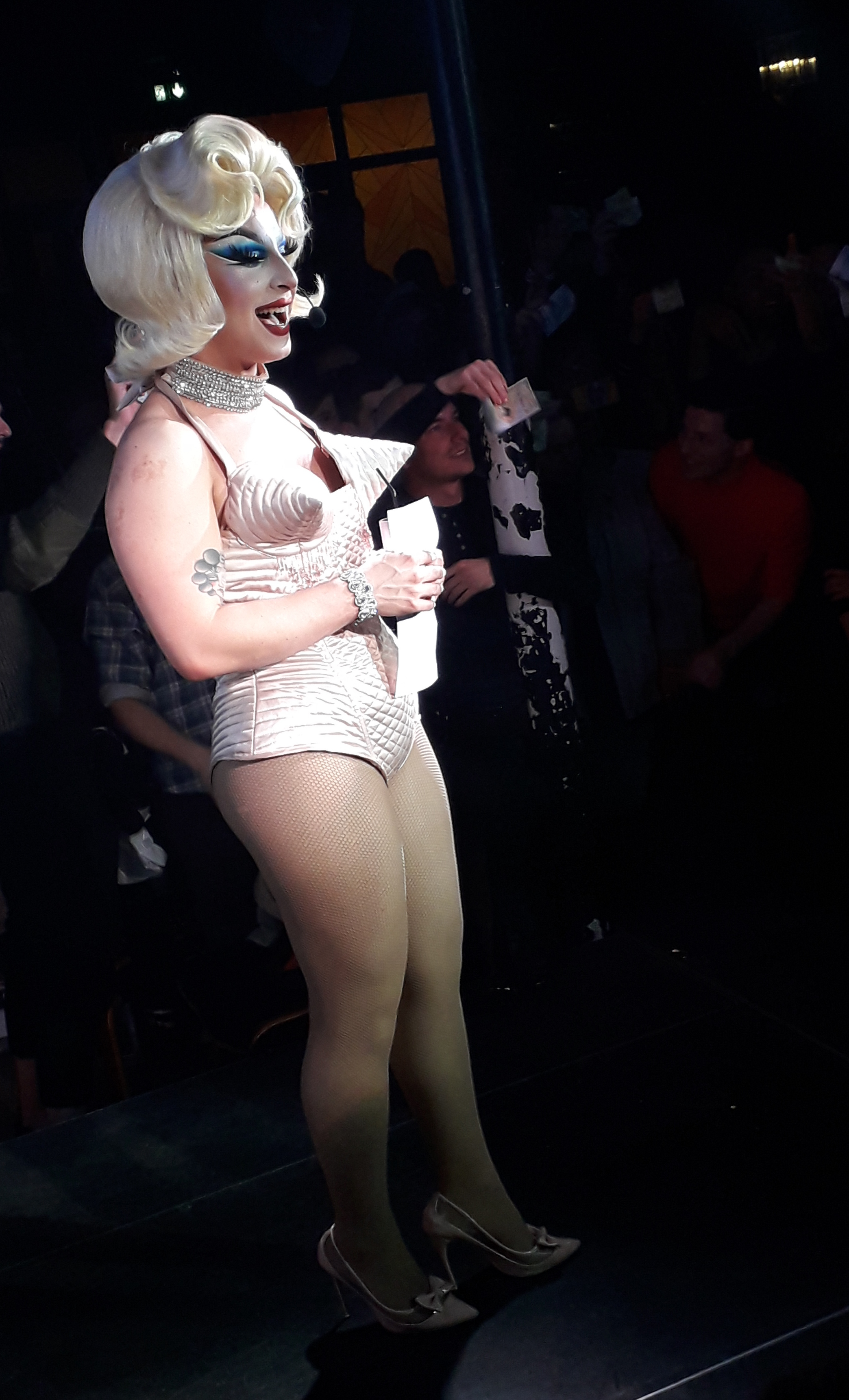
Cookie Kunty en 2019.

- Jean-Pierre Jérôme : Le technicien

## Sélection dans les festivals
- Hambourg Mo & Friese - Festival international de films pour enfants (Allemagne, 2022)
- Festival international du film de Rotterdam (Pays-Bas, 2022)
- Alcine (Espagne, 2021)
- Festival du cinéma francophone de Málaga (Espagne, 2021)
- Flickerfest (Australie, 2021)
- MyFrenchFilmFestival (France, 2021)
- TISFF (Grèce, 2020)
- Festival du court-métrage de Tokyo Short Shorts (Japon, 2020)
- Festival Off-Courts de Trouville (France, 2020)
- Festival international de Rhode Island (États-Unis, 2020)
- Prix Unifrance du court-métrage (France, 2020)
- Festival du Film court en Plein air de Grenoble (France, 2020)
- Festival international du court-métrage de Palm Springs (États-Unis, 2020)
- Festival international du film de Brooklyn (États-Unis, 2020)
- Festival international du court-métrage pour l'enfance et la jeunesse de Berlin Kuki (Allemagne, 2020) / Prix remporté : Mention spéciale du Jury